# Draževnik
Draževnik je naselje v Občini Dobrova-Polhov Gradec.